# Feni (zila)
Feni (en bengalí: ফেনী) es un zila o distrito de Bangladés que forma parte de la división de Chittagong.
Comprende 6 upazilas en una superficie territorial de 1032 km² : Feni Sadar, Chagalnaiya, Porshuram, Fulgazi, Daganbhuiyan y Sonagazi.
La capital es la ciudad de Feni.

## Upazilas con población en marzo de 2011[2]
- Chhagalnaiya 187,156
- Daganbhuiyan 254,402
- Feni Sadar 512,646
- Fulgazi 119,558
- Parshuram 101,062
- Sonagazi 262,547

## Demografía
Según estimación 2010 contaba con una población total de 1.344.102 habitantes.